# Pachacutec Inca Yupanqui
Pacsakutek Jupanki (kecsua nyelven: Pachakutiy Inka Yupanki) (Cuzco, 1391 –‎ Cuzco, 1471) inka király 1438–1471 között, a Cuzcói birodalmat vezető 9. sapa inka.

## Uralkodása

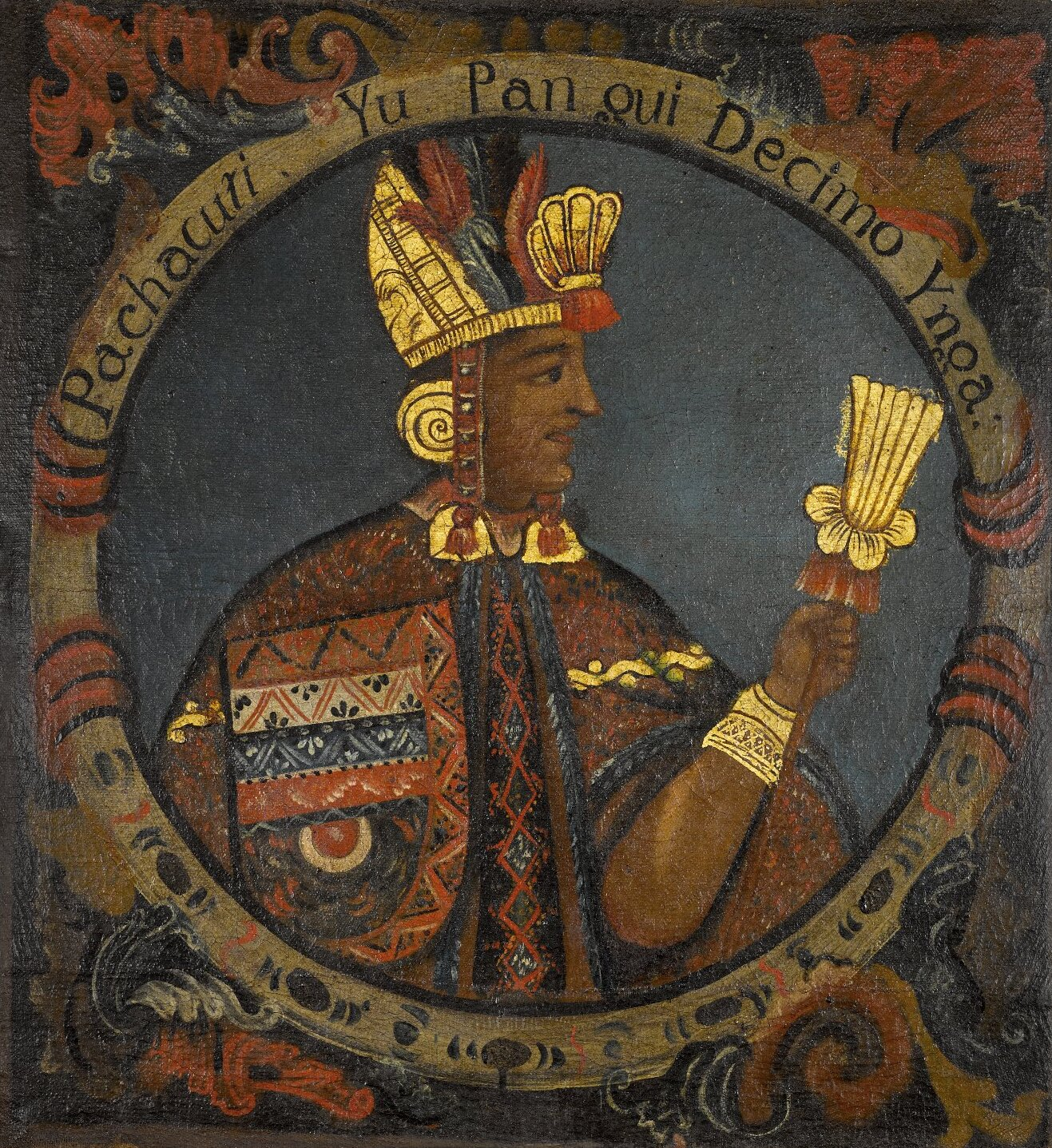
Pacsakutek Jupanki portréja. 18. századi munka

Viracocha eredetileg Pacsakutek egyik testvérét jelölte ki utódjának, ám a hadvezérek is Pacsakutek Jupankit támogatták, mivel tudták, hogy nemcsak tehetséges vezér, hanem jó szervező is. Végül 1438-ban Pacsakutek Jupanki került hatalomra. Sorra igázta le a zsörtölődő törzseket Cuzco környékén. Hódításaihoz egy idő után Tupac Jupanki is csatlakozott. A birodalma lassan a mai Ecuadortól Peru déli részéig terjedt ki. A lázadások megelőzése érdekében alaposan széttelepítette, más országokba száműzte a legyőzött népek tagjait. Mindemellett törvénybe iktatta: az utódok nem örökölhetik az elődjeik földjét, ha pénzt és befolyást akarnak, meg kell harcolniuk érte. És egy olyan dolgot is csinált, ami örökre megváltoztatta az Inka birodalmat: 1450 körül parancsára hegyi menedék vagy vallási központ célú település építésébe fogtak az inkák az Andok keleti nyúlványai közt. Ez a település ma Macchu Picchu romvárosa. 1471-ben aztán lemondott a trónról fia, a nem kevésbé tehetséges Tupac Jupanki javára. Utóda 1493-as haláláig folytatta a hódítás hagyományát.

## Családja
Felesége, Mama Coya Anahurque 3 gyereknek adott életet:
- Tupac Jupanki.
- Amaru Topa Inka.
- Mama Ocllo Coya.